# 独立警备队
独立步兵旅团是二战日军陆军中国派遣军的旅级步兵部队编制，通常不隶属于某个师团，遂行独立的警备任务。
独立警备队辖6个独立警备步兵大队和1个作业队，员额约5000人。

## 历史
1945年2月底，为配合“本土决战”，中国派遣军陆续编组了第1至第14独立警备队（空缺第8独立警备队）。

### 第1独立警备队
3月28日在南京编成。隶属第13军，司令官有富治郎少将，终战时在滁州缴械。

### 第2独立警备队
4月30日在长沙编成。隶属第20军，司令官冈岛重敏少将，终战时在长沙缴械。  

### 第3独立警备队
3月30日在北平编成。隶属华北方面军，担任北平警备，司令官古贺龙一，终战时在北平附近缴械。

### 第4独立警备队
3月30日在大同编成。隶属驻蒙军，司令官坂本吉太郎，终战时在大同附近缴械。

### 第5独立警备队
3月30日在运城编成，编入第1军。历任司令官佐久间盛一、原田新一，终战时在山西缴械。

### 第6独立警备队
3月30日在新乡编成，编入第12军，司令官饭田雅雄，终战时在新乡缴械。

### 第7独立警备队
3月30日在保定编成驻防，编入华北方面军。司令官冈村胜实，终战时在保定缴械。  

### 第9独立警备队
5月30日在济南编成驻防，编入第43军，司令官石川忠夫，终战时在济南缴械

### 第10独立警备队
5月30日在郑州编成，先后编入第43军、第12军；司令官星善太郎大佐（后晋升少将），终战时在郑州缴械。

### 第11独立警备队
5月30日在滋阳编成，编入第43军，司令官洼田武二郎，终战时在滋阳缴械。  

### 第12独立警备队
5月20日在青岛编成就地驻防，先后编入第12军、第43军；司令官泷本一麿，终战时在坊子缴械。

### 第13独立警备队
5月30日在郾城编成，编入第12军；司令官吉武秀人，终战时在郾城缴械。

### 第14独立警备队
5月30日在邓县编成，编入第12军。司令官大井川八郎，终战时在郾城缴械。